# Firmao
A Firmao é uma empresa de software que desenvolve a plataforma Firmao baseada na nuvem. Trata-se de um sistema de gestão de empresas All-in-One que inclui ferramentas de gestão das relações com os clientes (CRM), planeamento de recursos empresariais (ERP), gestão de projectos e sistema de gestão de armazéns (WMS).

## História
Firmao foi fundada por Rafał Namieciński, Artur Młodziński e Grzegorz Borkowski recebendo subsídios da UE em 2009.Plataforma lançada em 2010 no mercado polaco e foi expandida em 2013 para o alemão e o inglês. Desde 2019, o sistema Firmao está disponível em 12 idiomas e está sendo vendido em todo o mundo. Em 2023, a Firmao tinha mais de 100 000 utilizadores pagos e gratuitos.
De acordo com um estudo de mercado da Buzz Company, em 2022, o Firmao CRM foi utilizado por 7% das empresas polacas B2B que utilizam um sistema CRM para gerir o seu trabalho, o que confere ao Firmao o 5º lugar entre os sistemas Cloud CRM (1º lugar entre os sistemas Cloud CRM fabricados na Polónia).

## Software
A Firmao é uma plataforma de software como serviço tudo-em-um para a gestão de empresas que fornece ferramentas como:
- Gestão de clientes (CRM)[13][14]
- Planeamento de recursos empresariais (ERP)
- Gestão de armazéns (WMS)
- Facturação (recorrente)
- Gestão de orçamentos e encomendas[15]
- Gestão de tarefas e projectos (PMS)
- Serviço e tratamento de reclamações
- Livechat e chamada de retorno
- Aplicação móvel

### Colaboração entre plataformas
A Firmao pode ser integrada com mais de 1.000 serviços externos, incluindo:
- Allegro
- Shoper
- CallHippo
- iFon
- Woodpecker
- Google Calendar
- Gmail